# Cláudio Petraglia
Cláudio Cesar Guimarães Petraglia (São Paulo, 2 de janeiro de 1930 — Rio de Janeiro, 31 de março de 2021) foi um músico, compositor, maestro, ator, roteirista, novelista e produtor brasileiro. Foi um dos fundadores da TV Cultura de São Paulo e a  TV Bandeirantes do Rio. Também foi diretor-presidente do Pólo Cine e Vídeo de Comunicação localizado no Estúdio Oscarito.

## Carreira
Formado em Administração de Empresas pela Fundação Getúlio Vargas, dedicou-se as artes em geral e a televisão brasileira. 
No teatro, foi produtor musical e compositor, além de produtor e diretor em dezenas de peças, tais como em "Os Interesses Criados", "As Feiticeiras de Salém", "Doce Pássaros da Juventude", "Escolas de Maridos", "Oh, que Delícia de Guerra", "Hair", "Tom Payne", "A Moreninha" ou "Missa Leiga". Também traduziu e adaptou peças como "L´oeuf", de Félicien Marceau.
No cinema, atuou na assistência de produção e direção, além de roteirista, em produções como no filme ítalo brasileiro ""Acade in Brasile"; na série americana Tarzan da década de 1960; ou no filme americano-brasileiro The Gentle Rain de 1966. Nos filmes São Paulo, Sociedade Anônima (compôs "Favela", "Dois corações" e "Fim do Ano") e "Três Histórias de Amor" (de 1966)) compôs as músicas e foi diretor musical.
Também dedicou-se a música erudita, sendo um dos fundadores do "Movimento Ars Nova" de São Paulo, na década de 1960, e organizador do 1.º Festival de Música Erudita no Teatro Maria Della Costa.
Como produtor de TV, adaptou a franquia norte-americana "Sesame Street" e criou, para a rede Globo, o programa Vila Sésamo. Como novelista, escreveu a telenovela O Mestiço, exibida pela Tupi de São Paulo na década de 1960.
Foi diretor artístico da TV Bandeirantes de São Paulo, contratado em 1973 para redefinir a grade da emissora paulista. Sob sua supervisão, foram criados novos programas gravados em estúdios numa época que a emissora comprava filmes e séries americanas.
Como ator, fez uma participação no filme "Cara a Cara", de 1967 e na novela A Revolta dos Anjos. 
Foi casado com a socialite Helena Petraglia, falecida em 2014, e é tio do ator Ricardo Petraglia.

## Morte
Cláudio Petraglia morreu no dia 31 de março de 2021, em decorrência da COVID-19.

## Prêmios e indicações

### Troféu APCA
| Ano  | Categoria                   | Indicação         | Resultado |
| ---- | --------------------------- | ----------------- | --------- |
| 1973 | Melhor Compositor de Teatro | Cláudio Petraglia | Venceu    |